# 尤拉拉

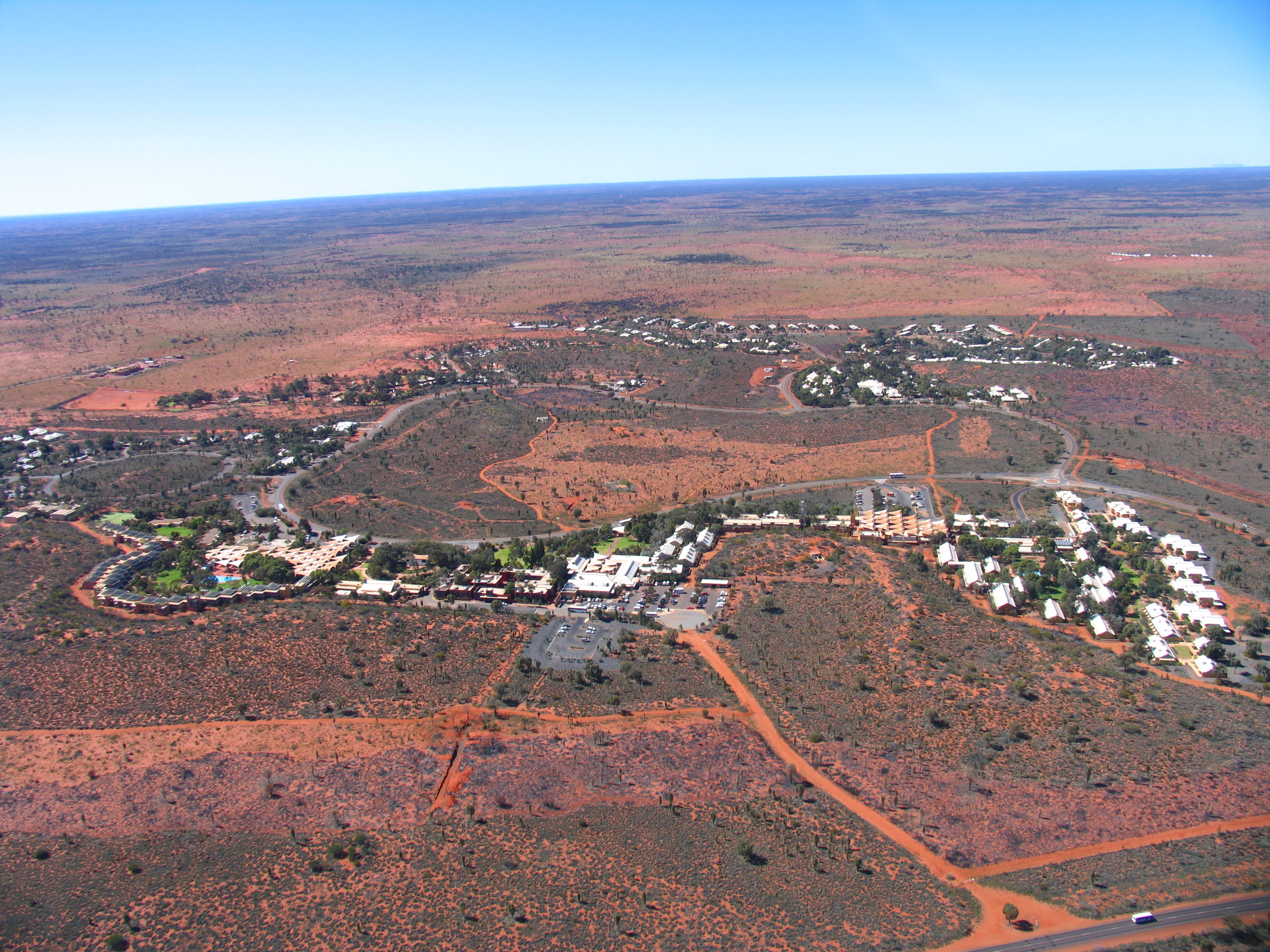

尤拉拉（英語：Yulara）是澳大利亚北领地南部一个偏远的城镇。它位于麦克唐奈尔地区内一片未合并且被包围的领土内。在2011年的人口普查中，尤拉拉在103.33平方（39.90平方英里）的土地上拥有887人的常住人口。
尤拉拉距离世界遗产乌鲁鲁（艾尔斯岩）18（11英里），距卡塔丘塔（Olgas）55（34英里），位于北领地选举区Namatjira和联邦选举区Lingiari。到20世纪70年代初期，由于受到乌鲁鲁基地（艾尔斯岩石）附近的汽车旅馆在内的非结构化和未受监控的旅游业所产生的压力，对乌鲁鲁和卡塔丘塔周围的环境造成了不利影响。根据参议院特别委员会的建议，取消岩石基地附近所有的开发项目，并在乌鲁古卡塔州国家公园建造一个支持旅游业的新度假胜地，联邦政府于1973年同意将住宿设施迁往公园外部新的地点。1976年，总督宣布了将距离乌鲁鲁约14（8.7英里）的新镇尤拉拉作为选址。1978年北领地获得自治后，新市镇的发展成为北领地政府的主要优先事项。1978年至1981年期间，该地基础设施（道路、供水等）通过政府的资本工程计划建成。1980年，政府成立了尤拉拉发展有限公司以发展旅游住宿，员工住房和购物中心。度假村的第一阶段建于1982年至1984年间，由尤拉拉开发有限公司为北部地区政府建造，耗资1. 3亿澳元。度假村由Philip Cox＆Associates设计，并于1984年赢得澳大利亚皇家建筑师学会（Royal Australian Institute of Architects，RAIA）Sir Zelman Cowen奖。 当新设施于1984年底全面投入使用时，英联邦政府终止了靠近岩石区的旧汽车旅馆的所有租赁，该地区由国家公园管理局（现称为澳大利亚公园）修复。大约在同一时间，国家公园更名为Uluṟu-KataTjuṯa，并将其所有权转让给当地原住民，并将其租给澳大利亚公园99年。      
该地区最初有三家竞争酒店，但是这影响了企业的生存能力，而企业（间接是政府）也遭受了巨大的经营损失。从1990年到1992年，竞争状态下的酒店运营商被一家运营商取代，这家运营商是政府所有的Investnorth Management Pty Ltd。1992年，政府通过公开招标，将度假村所属的尤拉拉开发公司的40%的股权出售给了一个风险投资财团。在1997年，整个度假村再次以公开招标方式出售给General Property Trust，该公司指定了Voyages酒店及度假村集团作为运营商，除了邮局（澳大利亚邮政）和银行（澳新银行）之外，Voyages运营度假村的各个方面。几乎所有的城镇居民都从Voyages租赁住房，但政府为其员工租了一些住房。大多数居民都是度假村的工作人员或旅游经营者。 2011年，该度假村再次被出售给Indigenous Land Corporation，该公司在其子公司澳大利亚航程原住民旅游局下经营度假村。      
艾丽斯斯普林斯是距离此处最近的一个重要城镇，在其东北方向428（266英里）的地方，需开车5小时到达，与此相比，尤拉拉附近的Connellan机场使得人们可以在几个小时内从悉尼，墨尔本，艾丽斯斯普林斯或凯恩斯到达这里。该度假村通过一条主要道路拉塞特高速公路到达，该高速公路连接周边道路和地标。拉塞特高速公路目前正在该地区进行扩建，以提高旅游交通流量。密封的拉塞特高速公路向东延伸至斯图尔特公路。其他方向的道路并未得到很好的维护和使用。大中央公路通往西澳大利亚西部及西南部，但通常只适用于高间隙四轮驱动车辆。在卡塔丘塔西部行驶需要从原住民土地理事会获得过境许可证。

## 氣候
尤拉拉屬熱帶沙漠氣候，平均氣溫高，夏季漫長，冬季短而涼，全年降雨少。在某些冬天清晨偶爾可能會發生霜凍。
| 尤拉拉                      | 尤拉拉       | 尤拉拉       | 尤拉拉       | 尤拉拉       | 尤拉拉      | 尤拉拉      | 尤拉拉      | 尤拉拉      | 尤拉拉       | 尤拉拉       | 尤拉拉       | 尤拉拉       | 尤拉拉        |
| 月份                        | 1月          | 2月          | 3月          | 4月          | 5月         | 6月         | 7月         | 8月         | 9月          | 10月         | 11月         | 12月         | 全年          |
| --------------------------- | ------------ | ------------ | ------------ | ------------ | ----------- | ----------- | ----------- | ----------- | ------------ | ------------ | ------------ | ------------ | ------------- |
| 历史最高温 °C（°F）         | 46.4 (115.5) | 45.8 (114.4) | 42.9 (109.2) | 39.6 (103.3) | 35.7 (96.3) | 36.4 (97.5) | 31.1 (88.0) | 35.0 (95.0) | 38.7 (101.7) | 42.3 (108.1) | 45.0 (113.0) | 47.0 (116.6) | 47.0 (116.6)  |
| 平均高温 °C（°F）           | 38.4 (101.1) | 36.9 (98.4)  | 34.4 (93.9)  | 29.8 (85.6)  | 24.2 (75.6) | 20.4 (68.7) | 20.4 (68.7) | 23.7 (74.7) | 28.8 (83.8)  | 32.4 (90.3)  | 35.1 (95.2)  | 36.5 (97.7)  | 30.1 (86.2)   |
| 平均低温 °C（°F）           | 22.7 (72.9)  | 22.1 (71.8)  | 19.3 (66.7)  | 14.4 (57.9)  | 9.3 (48.7)  | 5.6 (42.1)  | 4.4 (39.9)  | 5.9 (42.6)  | 10.7 (51.3)  | 15.0 (59.0)  | 18.4 (65.1)  | 20.8 (69.4)  | 14.1 (57.4)   |
| 历史最低温 °C（°F）         | 12.7 (54.9)  | 12.1 (53.8)  | 8.0 (46.4)   | 1.3 (34.3)   | 1.1 (34.0)  | −1.8 (28.8) | −3.6 (25.5) | −2.2 (28.0) | −1.0 (30.2)  | 4.5 (40.1)   | 6.5 (43.7)   | 9.9 (49.8)   | −3.6 (25.5)   |
| 平均降雨量 mm（）           | 25.8 (1.02)  | 39.6 (1.56)  | 35.1 (1.38)  | 14.7 (0.58)  | 13.0 (0.51) | 17.4 (0.69) | 18.4 (0.72) | 4.3 (0.17)  | 7.4 (0.29)   | 20.7 (0.81)  | 34.2 (1.35)  | 40.2 (1.58)  | 274.6 (10.81) |
| 平均降雨天数（≥ 1 mm）      | 3.2          | 2.9          | 2.0          | 1.7          | 1.8         | 1.6         | 1.9         | 1.0         | 1.4          | 2.7          | 3.9          | 4.7          | 28.8          |
| 来源：Bureau of Meteorology |              |              |              |              |             |             |             |             |              |              |              |              |               |

## 交通
空中有康奈倫機場（Connellan Airport），可通往悉尼、墨爾本、愛麗斯泉、凱恩斯、阿德萊德及達爾文，陸路從最近的城鎮愛麗斯泉距離428公里，約五個小時的車程。